# Episema paenutata
Episema paenutata là một loài bướm đêm trong họ Noctuidae.